# قلعه معین
قلعه معین مربوط به دوره ساسانیان است و در شهرستان مرودشت، بخش درودزن، دهستان ابرج، ۲۰۰ متری شمال روستای معین، بر روی پوزه کوه واقع شده و این اثر در تاریخ ۱۸ شهریور ۱۳۸۷ با شمارهٔ ثبت ۲۳۴۴۵ به‌عنوان یکی از آثار ملی ایران به ثبت رسیده است.